# Орден Републике Српске
Орден Републике Српске је установљен 1993. године системом одликовања Републике Српске дефинисаним Уставом Републике Српске у коме се каже: ордени су јавно државно признање Републике Српске које се додјељује лицима или институцији за изузетне заслуге према држави.
Орден Републике Српске је највиши државни орден. Овај орден може бити додијељен на огрлици или на ленти. Орден на огрлици се додјељује шефовима страних држава, најистакнутијим личностима за изванредан рад и заслуге те личностима и институцијама за значајан допринос у стварању Републике Српске. Орден на ленти се додјељује истакнутим појединцима на нарочите заслуге у развоју међудржавне сарадње и за допринос према држави.

### Изглед и траке одликовања
| Изглед одликовања |  |
|                   |  |
| Траке одликовања  |  |
|                   |  |

## Одликовани
Орден Републике Српске на ленти је 1994. године додељен:
- Радовану Караџићу, председнику Републике Српске
- Ратку Младићу, генерал-пуковнику, команданту Главног штаба РС
- Николи Кољевићу, потпредседнику РС
- Биљани Плавшић, потпредседници РС
- Момчилу Крајишнику, председнику Народне скупштине РС
- Војиславу Максимовићу, књижевнику, председнику клуба посланика СДС у скупштини и ректору универзитета у Српском Сарајеву[2]
- Војиславу Шешељу, председнику Српске радикалне странке

Орден Републике Српске на огрлици је 1994. године додијељен:
- Слободану Милошевићу, тадашњем председнику Републике Србије
- Момиру Булатовићу, председнику Републике Црне Горе
- Патријарху Павлу, патријарху српском[3]

Након 1994. године орден је додијељен:
- Патријарха српског Иринеја је Орденом Републике Српске на ленти 9. октобра 2011. одликовао предсједник Републике Српске Милорад Додик током освећења новоизграђене цркве Покрова Пресвете Богородице у модричком насељу Вишњик.[4]
- Председника Републике Србије Бориса Тадића је 9. јануара 2012. одликовао председник Републике Српске Милорад Додик приликом прославе Дана Републике и двадесет година постојања Републике Српске.[5]
- Григорију Дурићу, епископу захумско-херцеговачком и приморском, одликованом 9. јануара 2012. године[6]
- Војислава Коштуницу је Орденом Републике Српске на ленти одликовао председник Републике Српске Милорад Додик на Видовдан 28. јуна 2012. у Бањој Луци.[7][8] Коштуници је орден додијељен „за нарочите заслуге у развијању и учвршћивању сарадње, политичких и привредних односа између Републике Србије, Републике Српске и других држава, као и за изузетан допринос на учвршћењу мира, резултата и достигнућа од ширег значаја у афирмацији и послијератном развоју Републике Српске“.[9]
- Арија Ливнеа је Орденом Републике Српске на ленти одликовао председник Републике Српске Милорад Додик на Видовдан 28. јуна 2012. у Бањој Луци.[8] Ливнеу је орден додијељен „за нарочите заслуге у развијању и учвршћивању сарадње и политичких односа између Републике Српске и Државе Израел, те за изузетан допринос у послијератном развоју Републике Српске“.[9]
- Новаку Ђоковићу, српском тенисеру, првопласираном на АТП листи, одликованом 9. јануара 2013. године
- Војномедицинској академији у Београду, одликованој 9. јануара 2013. године
- Хосе Мухика бивши председник Уругваја. Одликовао га је председник Републике Српске Милорад Додик 27. јуна 2016 у Андрићев граду[10]
- Ани Брнабић, председници владе Србије, 9. јануара 2019.[11]
- Петера Хандкеа је Орденом Републике Српске на ленти 7. маја 2021. одликовала предсједник Републике Српске Жељка Цвијановић за изузетан рад и заслуге на пољу културног и духовног развоја, као и за нарочити допринос у развијању и учвршћивању свеукупних односа са Републиком Српском.[12]
- Ивица Дачић, председник Народне скупштине Републике Србије, одликовала предсједник Републике Српске Жељка Цвијановић (9. јануар 2022).[13]
- Виктора Орбана, премијера Мађарске, је Орденом Републике Српске на огрлици 9. јануара 2024. одликовао а 5. априла 2024. му је уручио предсједник Републике Српске Милорад Додик.[14]